# بون (میشیگان)
بون (به انگلیسی: Boon) یک منطقهٔ مسکونی در ایالات متحده آمریکا است که در Boon Township واقع شده‌است. بون ۱۶۷ نفر جمعیت دارد و ۴۲۰٫۰۲ متر بالاتر از سطح دریا واقع شده‌است.